# Über die Planke gehen

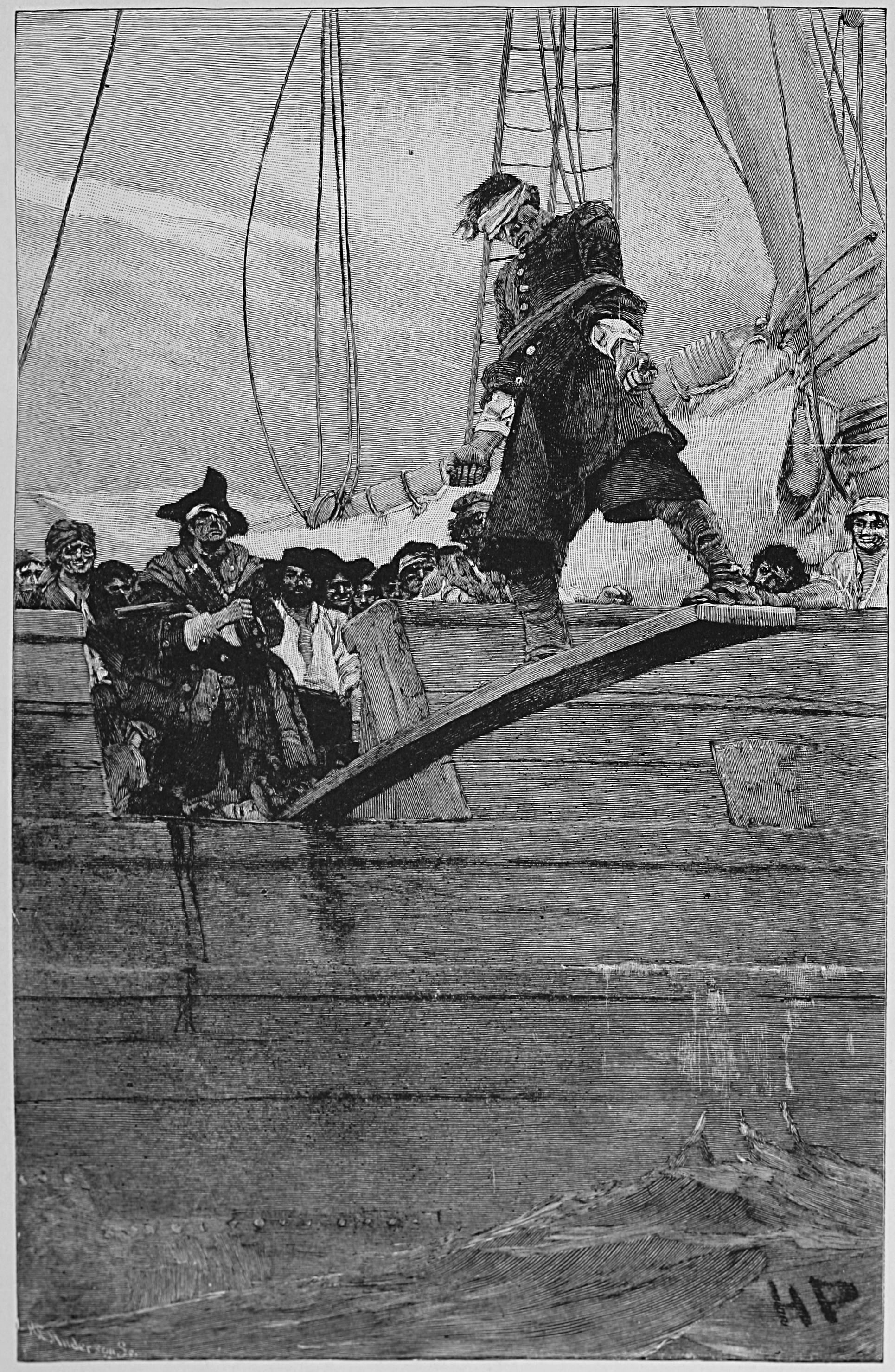
Howard Pyle: Seemann geht über die Planke

Über die Planke gehen (auch Plankengehen) war eine Hinrichtungsform auf Piratenschiffen.
Der Verurteilte wurde an den Händen gefesselt und auf eine Planke gestellt, die so auf der Reling befestigt war, dass sie vom Schiff auf das Meer hinausragte. Der Verurteilte wurde dann mit einem Speer gezwungen, zum Ende der Planke zu gehen, wo er ins Wasser fiel und meist ertrank.
Diese Hinrichtungsform ist Teil der Piratenlegende, wurde jedoch nur äußerst selten angewandt. In der Regel warfen Seeräuber ihre Gefangenen einfach über Bord. Einzelne Fälle sind jedoch dokumentiert:
- Dem Freibeuter Marten Pechlin (1480–1526) wurde nachgesagt, an einem Tag 105 Seefahrer auf diese Weise getötet zu haben.
- 1769 beichtete der Meuterer George Wood im Gefängnis von Newgate, dass er und seine Mitverschwörer ihre Offiziere gezwungen hatten, über die Planke zu gehen.[1]
- The Times berichtete am 14. Februar 1829, dass die Redpole vom Piratenschoner President aufgebracht und versenkt wurde. Der Kommandant wurde erschossen und die Mannschaft gezwungen, über die Planke zu gehen.[2]
- 1829 fingen Piraten die niederländische Brigg Vhan Fredericka in einer Meerenge der Jungferninseln ab und ermordeten den größten Teil der Besatzung, indem sie sie zwangen, mit einer an ihre Füße gebundenen Kanonenkugel über die Planke zu gehen.[3]